# منية مسير
قرية منية مسير هي قرية سابقة كانت تابعة لمركز كفر الشيخ في محافظة كفر الشيخ في جمهورية مصر العربية. اتحدت مع مسير لتشكلان مدينة مسير منذ عام 2018.

## التاريخ
قرية منية مسير من القرى القديمة، حيث وردت باسم «منية مسير» في أعمال الغربية ضمن قرى الروك الصلاحي التي أحصاها ابن مماتي في كتاب قوانين الدواوين، كما وردت باسم «منية مسير» في أعمال الغربية ضمن قرى الروك الناصري التي أحصاها ابن الجيعان في كتاب «التحفة السنية بأسماء البلاد المصرية». وفي العصر العثماني وردت باسم «منية مسير» في التربيع العثماني الذي أجراه الوالي العثماني سليمان باشا الخادم في عصر السلطان العثماني سليمان القانوني ضمن قرى ولاية الغربية، وفي تاريخ 1228هـ/1813م الذي عدّ قرى مصر بعد المسح الذي قام به محمد علي باشا باسم «منية مسير» ضمن قرى مديرية الغربية.
وفي عام 1964، ألغيت قرية نجع مسير وانضمت إلى قرية منية مسير لتصبحا قرية واحدة باسم قرية منية مسير بالقرار الجمهوري رقم 3247 لنفس السنة.

## السكان
حسب إحصاءات سنة 2006، بلغ إجمالي السكان في منية مسير 9086 نسمة، منهم 4578 رجل و 4508 امرأة.